# Roustika
Roustika (griechisch Ρούστικα (n. pl.)) ist eine Ortsgemeinschaft im Gemeindebezirk Nikiforos Fokas der Gemeinde Rethymno auf der griechischen Mittelmeerinsel Kreta.

## Lage
Roustika liegt knapp 13 Kilometer südwestlich von Rethymno in einer Höhe von 290 Metern.

## Namensherkunft und Geschichte
Der Dorfname könnte von der arabischen Bezeichnung für Dorf Roustak, oder vom lateinischen rusticus (= rural) stammen.
Das Dorf soll bereits vor der Eroberung Kretas durch die Venezianer existiert haben. Während der venezianischen Zeit wird es erstmals als Rustica erwähnt. Die osmanische Volkszählung von 1670 verzeichnete in Rustika christliche und muslimische Dorfbewohner. Im Jahr 1881 waren nahezu alle der 441 Einwohner orthodoxe Christen.
Abgesehen von einigen kleineren Änderungen bestand die Landgemeinde Roustika (Κοινότητα Ρουστίκων Kinotita Roustikon) von 1925 bis 1997 aus den beiden Dörfern Roustika mit einigen kleinen Weilern und Palelimnos. Mit der Umsetzung der Gemeindereform nach dem Kapodistrias-Programm im Jahr 1997 folgte die Zusammenlegung mit 13 weiteren Landgemeinden zur Gemeinde Nikiforos Fokas, diese wurde durch die Verwaltungsreform 2010 in die Stadtgemeinde Rethymno eingemeindet. Seitdem hat sie den Status einer Ortsgemeinschaft (Τοπική Κοινότητα).
Einwohnerentwicklung von Roustika
| Name       | 1913 | 1920 | 1928 | 1940 | 1951 | 1961 | 1971 | 1981 | 1991 | 2001 | 2011 |
| ---------- | ---- | ---- | ---- | ---- | ---- | ---- | ---- | ---- | ---- | ---- | ---- |
| Roustika   | 534  | 491  | 514  | 546  | 441  | 354  | 261  | 251  | 233  | 261  | 150  |
| Palelimnos | 201  | 69   | 105  | 122  | 90   | 91   | 93   | 73   | 76   | 104  | 53   |
| Gesamt     |      | *    | 619  | 668  | 531  | 445  | 354  | 324  | 309  | 365  | 203  |

* Die Landgemeinde Roustika wurde 1925 gegründet.

## Kirchen und wichtige Gebäude

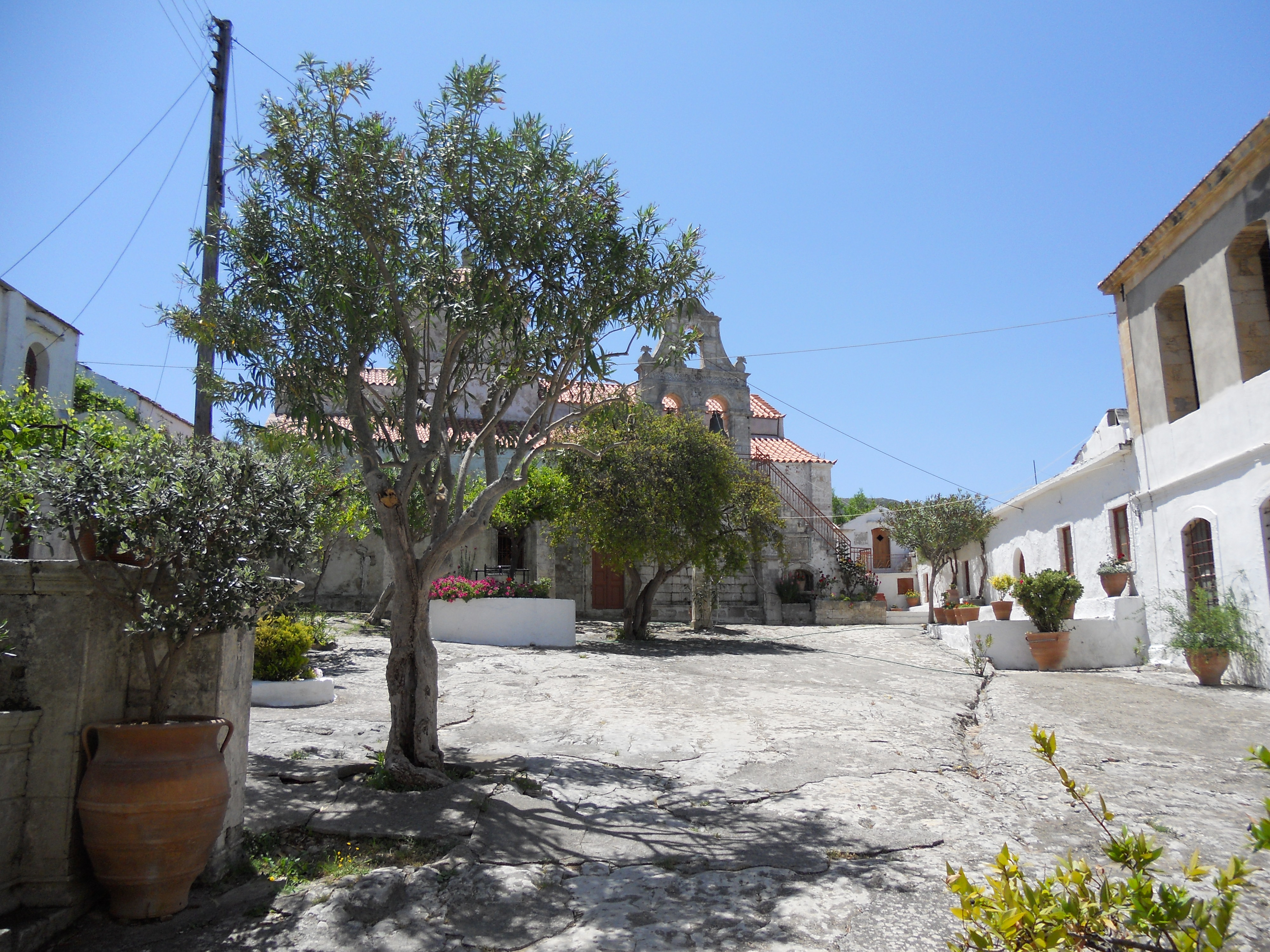
Das Kloster Profitis Ilias

Das Kloster Profitis Ilias wurde um die Mitte des 16. Jahrhunderts oder Anfang des 17. Jahrhunderts gegründet. Seit den ersten Jahrzehnten des 17. Jahrhunderts wurde das Kloster mehrmals renoviert und um neue Gebäude und Kapellen erweitert. Das Katholiko der dreischiffigen Basilika mit Kuppel ist der Heiligen Dreifaltigkeit (Agia Triada), dem Profitis Ilias und der Agia Zoni gewidmet. Die heutige Form sowie die Wandmalereien der Kuppel und Apsis entstanden nach einer Renovierung im 19. Jahrhundert. Die Erweiterungen des Klosterbezirks nach Osten, Westen und Süden wurden später hinzugefügt.
Panagia Kirche (Kirche der Himmelfahrt der Jungfrau Maria): Zweischiffige Kirche zu Ehren der Heiligen Jungfrau und Christus. Der Innenraum ist mit Fresken aus dem Jahr 1381 ausgemalt.

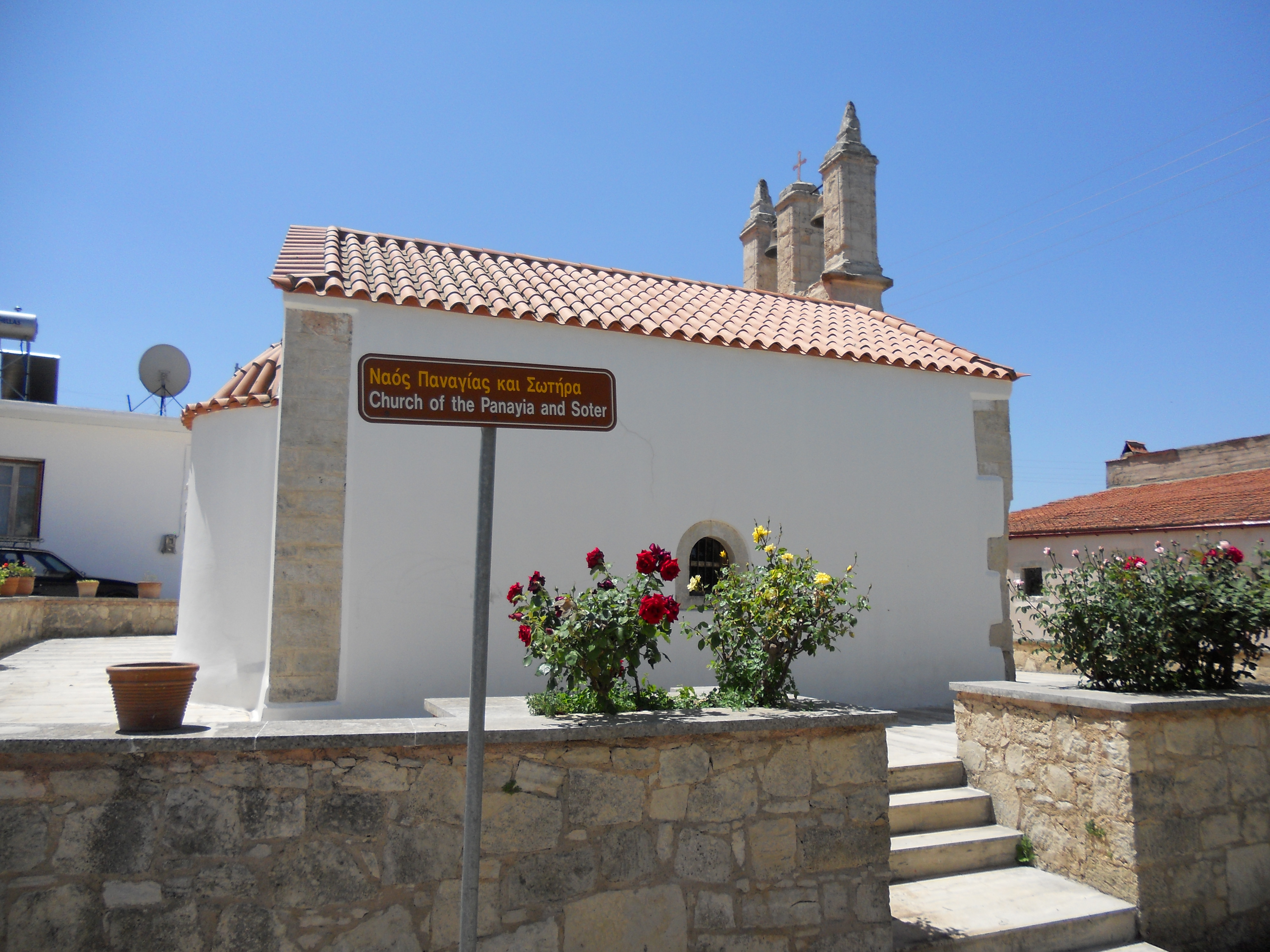
Panagia und Sotiras Kirche

Kulturzentrum Anestis und Manolis Anagnostakis (Privatsammlung): Manolis Anagnostakis war einer Dichter.
In Roustika findet man ebenfalls ein Privatmuseum, wo traditionelle griechische Trachten zu sehen sind.

## Sonstiges
Am 27. Juli feiert das Dorf den Namenstag des Profitis Ilias.
Die öffentliche Busse des KTEL-Verbundes bedienen täglich außer an Wochenenden zwei Verbindungen zwischen Roustika und Rethymno.